# Mis tardes con Margueritte
Mis tardes con Margueritte (en francés La Tête en friche) es una película francesa dirigida por Jean Becker y protagonizada por Gérard Depardieu y Gisèle Casadesus. Está basada en la novela homónima de Maria-Sabine Roger. Se estrenó en Francia el 2 de junio de 2010.

## Sinopsis
Germain Chazes (Gérard Depardieu) es un hombre maduro y obeso que vive en una roulotte estacionada en el jardín de la casa de su madre, en un pequeño pueblo de gente simple. Sufre la indiferencia de su madre, desde niño se han burlado de su torpeza e ignorancia y su vida transcurre entre el bar de unos amigos y el parque público, donde conoce a Margueritte (Gissèle Casadesus), una anciana muy simpática y culta, quien le descubre el universo de los libros y las palabras y quien, sobre todas las cosas, lo considera, lo escucha y dialoga con él. Desde entonces, su relación con los demás y consigo mismo cambiará notablemente. Durante su amistad, Margueritte le permite descubrir a Germain -que es analfabeto- la belleza de la literatura leyéndole obras de Camus ("La peste"), de Romain Gary y Luis Sepúlveda. Esto despierta en este hombre sencillo y bonachón la necesidad y el deseo de aprender a leer, en tanto va transformando su modo de relacionarse con el mundo.

## Reparto
- Gérard Depardieu - Germain Chazes
- Gisèle Casadesus - Margueritte
- Claire Maurier - Jacqueline
- Sophie Guillemin - Annette
- Mélanie Bernier - Stéphanie
- Maurane - Francine
- François-Xavier Demaison - Gardini
- Anne Le Guernec - Jacqueline
- Amandine Chauveau - Jacqueline
- Florian Yven - Germain
- Patrick Bouchitey - Landremont
- Régis Laspalès - M. Bayle
- Jean-François Stévenin - Joseph
- Lyes Salem - Youssef
- Matthieu Dahan - Julien
- Bruno Ricci - Marco

## Premios
| Newport Beach Film Festival |                 |                |             |           |
| Año                         | Categoría       | Premio         | Nominado    | Resultado |
| 2011                        | Foreign Feature | Audience Award | Jean Becker | Ganador   |